# Taken by Trees
Taken By Trees je hudební projekt Victorie Bergsman, který ohlásila po odchodu z The Concretes. První album s názvem 'Open Field', vyšlo 18. června 2007.